# Paulo Nozolino
Paulo Nozolino (Lisboa, 1955) é uma das figuras centrais da fotografia contemporânea portuguesa e mundial. Considerado fotógrafo do escuro, do choque, da violência entre outros temas, afirma que "as fotografias sombrias para si próprio são a realidade".
O seu percurso começa na década de 1970 em Londres, capital do Reino Unido, para onde foi morar. Seguiu-se Paris, em França, a partir do final dos anos 1980 e ao longo dos anos 1990, foi a base para uma longa série de viagens pelo mundo árabe, bem como pela Europa, após a queda do Muro de Berlim.
Livros como "Penumbra" e "Solo" são bons exemplos das suas preocupações políticas com uma sociedade em constante mudança. Regressou a Portugal em 2002, após a exposição antológica "Nada" realizada na Maison Européenne de la Photographie em Paris. Em 2005, o Museu de Serralves, no Porto, convidou-o para uma nova antológica – "Far Cry" – pela primeira vez a mostrar trabalhos de um fotógrafo português.
Artista frontal, Nozolino vê a fotografia da mesma forma que vê a vida, utilizando-a para compreender o mundo e a si mesmo, levando-a aos limites da sua busca, das suas respostas e das suas experiências.
A Imprensa Nacional-Casa da Moeda dedicou-lhe o segundo volume da série Ph., uma coleção bilingue de monografias dedicadas a fotógrafos portugueses contemporâneos. Com textos de Sérgio Mah e Rui Nunes, o livro percorre a obra de Paulo Nozolino desde a década de 1970 com trabalhos realizados nas suas múltiplas viagens.
Em 2022, o Centro de Arte Moderna da Fundação Calouste Gulbenkian adquiriu duas obras de Nozolino para a sua Coleção: Agrigento e Obs.1.
Os seus trabalhos fotográficos estão em coleções de museus e entidades tão variadas como a Biblioteca Nacional de França, o Maison Européenne de la Photographie, a Coleção FNAC em Paris, o Musée Suisse de l’Appareil Photographique, o Museo Extremeño e Iberoamericano de Arte Contemporáneo, a Fundação Casa de Serralves, a Fundação Calouste Gulbenkian, a coleção da Caixa Geral de Depósitos, a Fundação EDP, o London College of Printing, entre muitos outros.

## Publicações
- 1982 - "Para Sempre", edição de autor, Portugal
- 1989 - "Kuan", Ether, Portugal
- 1990 - "Fotoporto - Bienal de Fotografia", Fundação de Serralves, Portugal
- 1996 - "Penumbra", Scalo, Suíça
- 1997 - "Tuga", Encontros de Fotografia, Portugal
- 1997 - "Suspiros de Chumbo, Teatro Nacional S. João, Portugal
- 1998 - "Solo", Vevey, Grand Prix de la Photographie
- 2001 - "Lisboa", Fundação Oriente, Portugal
- 2003 - "Nuez", Frenesi, Portugal
- 2005 - "Far Cry", Steidl
- 2011 - "Bone Lonely", Steidl
- 2011 - "Makulatur", Steidl
- 2015 - "J’étais là", Editions GwinZegal
- 2018 - "Loaded Shine", Steidl

## Prémios
- 1984 - Prémio de Fotografia, CAM, Fundação Calouste Gulbenkian, Lisboa, Portugal
- 1988 - Kodak Award, Portugal
- 1989 - Fundação Leica, França
- 1994 - Villa Médicis Hors les Murs, Paris, França
- 1995 - Grand Prix de la Photographie, Vevey, Suíça
- 1998 - Oskar Barnack Award, Honorable Mention, Arles, França
- 2005 - Deutscher Fotobuchpreis, Estugarda, Alemanha
- 2006 - Prémio Nacional de Fotografia, Portugal
- 2012 - Deutscher Fotobuchpreis, Medalha de Prata, Estugarda, Alemanha
- 2013 - Prémio Sociedade Portuguesa de Autores (SPA) para Melhor Trabalho Fotográfico, Lisboa, Portugal